# Microlinyphia mandibulata
Microlinyphia mandibulata är en spindelart som först beskrevs av James Henry Emerton 1882.  Microlinyphia mandibulata ingår i släktet Microlinyphia och familjen täckvävarspindlar. Utöver nominatformen finns också underarten M. m. punctata.